# Équilibre hygrométrique
L’équilibre hygrométrique ou équilibre hygroscopique ou degré d'humidité d'équilibre (en anglais, equilibrium moisture content, EMC) d'un matériau hygroscopique entouré au moins partiellement d'air est la teneur en humidité pour laquelle le matériau a une humidité constante. La valeur de l'EMC dépend du matériau et de l'humidité relative et de la température de l'air avec lequel il est en contact. La vitesse à laquelle il s'en approche dépend des propriétés du matériau, du rapport surface-volume de sa forme et de la vitesse à laquelle l'humidité est emportée ou dirigée vers le matériau (par exemple par diffusion dans l'air stagnant ou par convection dans l'air en mouvement).

## Teneur en humidité à l'équilibre des grains
La teneur en humidité des grains est une propriété essentielle dans le stockage des aliments. La teneur en eau qui est sans danger pour le stockage à long terme est de 12 % pour le maïs, le sorgo, le riz et le blé et de 11% pour le soja.
À une humidité relative constante de l'air, l'EMC chutera d'environ 0,5% pour chaque augmentation de 10° C de la température de l'air.
Le tableau suivant montre les équilibres pour un certain nombre de graines. Ces valeurs ne sont que des approximations car les valeurs exactes dépendent de la variété spécifique d'un grain.
|    |    | Grain de maïs | Grain de maïs | Grain de maïs | Grain de maïs | Soja | Soja | Soja | Soja | Sorgo | Sorgo | Sorgo | Sorgo | Riz à grains longs | Riz à grains longs | Riz à grains longs | Riz à grains longs | Blé dur | Blé dur | Blé dur | Blé dur |
| -- | -- | ------------- | ------------- | ------------- | ------------- | ---- | ---- | ---- | ---- | ----- | ----- | ----- | ----- | ------------------ | ------------------ | ------------------ | ------------------ | ------- | ------- | ------- | ------- |
|    | °C | 1.7           | 10.0          | 21.1          | 37.8          | 1.7  | 10.0 | 21.1 | 37.8 | 1.7   | 10.0  | 21.1  | 37.8  | 1.7                | 10.0               | 21.1               | 37.8               | 1.7     | 10.0    | 21.1    | 37.8    |
| RH | °F | 35            | 50            | 70            | 100           | 35   | 50   | 70   | 100  | 35    | 50    | 70    | 100   | 35                 | 50                 | 70                 | 100                | 35      | 50      | 70      | 100     |
| 25 |    | 9.3           | 8.6           | 7.9           | 7.1           | 5.9  | 5.7  | 5.5  | 5.2  | 11.5  | 10.9  | 10.2  | 9.3   | 9.2                | 8.6                | 8.0                | 7.3                | 8.3     | 8.0     | 7.7     | 7.2     |
| 30 |    | 10.3          | 9.5           | 8.7           | 7.8           | 6.5  | 6.3  | 6.1  | 5.7  | 12.1  | 11.5  | 10.8  | 9.9   | 10.1               | 9.5                | 8.8                | 8.0                | 8.9     | 8.7     | 8.3     | 7.7     |
| 35 |    | 11.2          | 10.4          | 9.5           | 8.5           | 7.1  | 6.9  | 6.6  | 6.2  | 12.7  | 12.1  | 11.4  | 10.5  | 10.9               | 10.3               | 9.5                | 8.7                | 9.6     | 9.3     | 8.9     | 8.3     |
| 40 |    | 12.1          | 11.2          | 10.3          | 9.2           | 7.8  | 7.6  | 7.3  | 6.9  | 13.3  | 12.7  | 12.0  | 11.1  | 11.7               | 11.0               | 10.3               | 9.4                | 10.2    | 9.9     | 9.5     | 8.8     |
| 45 |    | 13.0          | 12.0          | 11.0          | 9.9           | 8.6  | 8.3  | 8.0  | 7.5  | 13.8  | 13.3  | 12.6  | 11.7  | 12.5               | 11.8               | 11.0               | 10.0               | 10.9    | 10.5    | 10.1    | 9.4     |
| 50 |    | 13.9          | 12.9          | 11.8          | 10.6          | 9.4  | 9.1  | 8.8  | 8.3  | 14.4  | 13.8  | 13.2  | 12.3  | 13.3               | 12.5               | 11.7               | 10.7               | 11.5    | 11.2    | 10.7    | 10.0    |
| 55 |    | 14.8          | 13.7          | 12.6          | 11.3          | 10.3 | 10.0 | 9.7  | 9.1  | 15.0  | 14.4  | 13.8  | 12.9  | 14.1               | 13.3               | 12.4               | 11.3               | 12.2    | 11.9    | 11.4    | 10.6    |
| 60 |    | 15.7          | 14.5          | 13.4          | 12.0          | 11.5 | 11.1 | 10.7 | 10.1 | 15.6  | 15.1  | 14.4  | 13.6  | 14.9               | 14.0               | 13.1               | 12.0               | 13.0    | 12.6    | 12.1    | 11.3    |
| 65 |    | 16.6          | 15.4          | 14.2          | 12.8          | 12.8 | 12.4 | 11.9 | 11.3 | 16.3  | 15.7  | 15.1  | 14.3  | 15.7               | 14.8               | 13.8               | 12.7               | 13.8    | 13.4    | 12.8    | 12.0    |
| 70 |    | 17.6          | 16.3          | 15.0          | 13.6          | 14.4 | 14.0 | 13.5 | 12.7 | 17.0  | 16.5  | 15.8  | 15.0  | 16.6               | 15.7               | 14.6               | 13.4               | 14.7    | 14.3    | 13.7    | 12.8    |
| 75 |    | 18.7          | 17.3          | 16.0          | 14.5          | 16.4 | 16.0 | 15.4 | 14.5 | 17.8  | 17.3  | 16.7  | 15.9  | 17.6               | 16.5               | 15.5               | 14.2               | 15.8    | 15.4    | 14.7    | 13.8    |
| 80 |    | 19.8          | 18.5          | 17.0          | 15.4          | 19.1 | 18.6 | 17.9 | 17.0 | 18.8  | 18.2  | 17.6  | 16.9  | 18.6               | 17.5               | 16.4               | 15.1               | 17.1    | 16.6    | 16.0    | 15.0    |
| 85 |    | 21.2          | 19.8          | 18.2          | 16.5          | 22.9 | 22.3 | 21.6 | 20.5 | 19.9  | 19.4  | 18.8  | 18.0  | 19.8               | 18.7               | 17.5               | 16.1               | 18.8    | 18.3    | 17.6    | 16.5    |
| 90 |    | 22.9          | 21.4          | 19.8          | 17.9          | 28.9 | 28.2 | 27.3 | 26.1 | 21.4  | 20.9  | 20.3  | 19.6  | 21.3               | 20.1               | 18.9               | 17.4               | 21.3    | 20.7    | 20.0    | 18.8    |

## Teneur en humidité à l'équilibre du bois
La teneur en humidité du bois en dessous du point de saturation des fibres est fonction à la fois de l'humidité relative et de la température de l'air ambiant. La teneur en humidité (M) du bois est définie comme: 
{\displaystyle M={\frac {m-m_{od}}{m_{od}}}}
où m est la masse du bois (avec humidité) et {\displaystyle m_{od}} (od, comprendre oven-dry) est la masse de bois anhydre (c'est-à-dire séchée en étuve de la boratoire).
La teneur en humidité du bois dépend de l'humidité relative, et de la température de l'air où il se trouve. Si le bois reste assez longtemps dans une atmosphère pour lequel l'humidité relative et la température restent constantes, la teneur en humidité deviendra également constante à la valeur connue sous le nom d'équilibre hygrométrique (EMC). Ainsi chaque combinaison d'humidité relative et de température a une EMC associée. L'EMC augmente avec une augmentation de l'humidité relative, et avec une température décroissante.
Si l'on connait l'humidité relative et la température de là l'EMC de tout endroit où le bois ou d'autres produits du bois doivent être stockés, on peut dégager une information utile pertinente pour le séchage à l'air du bois, pour son entreposage, et la teneur en humidité optimale du bois  dans son utilisation pour des produits finis.
Des EMC faibles accélèrent le séchage à l'air, ce qui est souvent avantageux, mais peut être aussi préjudiciable pour des espèces, comme le chêne, susceptible de se fendre superficiellement au début du processus de séchage, lorsque le séchage se passe trop rapidement.
Le bois séché au four qui est stocké dans des conditions d'EMC élevées peut regagner en humidité, annulant ainsi une partie des résultats du séchage, et créant éventuellement une teneur élevée en humidité, qui affectera négativement les performances des bois ouvrés ou des produits finis en bois. Si l'on connait l'EMC de l'emplacement potentiel d'un produit fini en bois, il est théoriquement possible de sécher à cette teneur en humidité, et de maintenir cette humidité tout au long de la fabrication du produit. Cette situation idéale n'a malheureusement pas d'équivalent dans la pratique, mais la connaissance de cette EMC idéale peut parfois être utile pour fournir une explication à certaines mauvaises performances du produit finis, ou souligner la nécessité d'un remède.

EMC du bois en fonction de l'humidité et de la température, selon l'équation Hailwood-Horrobin.

| Ville  | J    | F    | M    | A    | M    | J    | J    | A    | S    | O    | N    | D    |
| ------ | ---- | ---- | ---- | ---- | ---- | ---- | ---- | ---- | ---- | ---- | ---- | ---- |
| Paris  | 17,7 | 15,3 | 14,6 | 12,6 | 13,3 | 13,1 | 12,3 | 12,0 | 14,1 | 16,8 | 18,6 | 17,7 |
| Tunis  | 15,2 | 14,8 | 14,4 | 13,4 | 12,3 | 11,2 | 10,6 | 11,0 | 12,7 | 13,5 | 14,1 | 15,3 |
| Tucson | 9,1  | 8,3  | 7,6  | 6,0  | 5,2  | 4,8  | 7,7  | 8,8  | 7,6  | 7,5  | 8,0  | 9,2  |

L'équation Hailwood-Horrobin pour deux hydrates est souvent utilisée pour approximer la relation entre l'EMC, la température (T) et l'humidité relative (h),, : 
{\displaystyle M_{\mathrm {eq} }={\frac {1800}{W}}\left[{\frac {kh}{1-kh}}\,+\,{\frac {k_{1}kh+2k_{1}k_{2}k^{2}h^{2}}{1+k_{1}kh+k_{1}k_{2}k^{2}h^{2}}}\right]}
où Meq est la teneur en humidité à l'équilibre (en pourcentage), T est la température (degrés Celsius), h est l'humidité relative (fractionnelle) et : 
{\displaystyle W=349+1.29\,T+0.0135T2\,T^{2}}
{\displaystyle k=0.805+7.36\times 10^{-4}\,T-2.73\times 10^{-6}\,T^{2}}
{\displaystyle k_{1}=6.27-9.38\times 10^{-3}\,T-3.03\times 10^{-4}\,T^{2}}
{\displaystyle k_{2}=1.91+4.07\times 10^{-2}\,T-2.93\times 10^{-4}\,T^{2}}
Cette équation ne tient pas compte des légères variations avec les essences de bois, l'état des contraintes mécaniques et /ou l'hystérésis. C'est un ajustement empirique aux données tabulées fournies dans la même référence, et est en accord étroit avec les données tabulées. Par exemple, à T = 140 ° F, h = 0,55, EMC = 8,4 % de l'équation ci-dessus, tandis qu'EMC = 8,0 % des données tabulées.

## Teneur en humidité à l'équilibre des sables, des sols et des matériaux de construction
Les matériaux tels que la pierre, le sable et la céramique sont considérés comme « secs » et ont une teneur en humidité d'équilibre beaucoup plus faible que les matériaux organiques comme le bois et le cuir. typiquement une fraction d'un pour cent en poids en équilibre d'air de 10 % à 90 % d'humidité relative. Cela affecte le taux de séchage des bâtiments après la construction, les ciments typiques commençant par une teneur en eau de 40 à 60 %. Ceci est également important pour les matériaux de construction tels que les enduits armés par des matériaux organiques, car des changements modestes dans le contenu de différents types de paille et de copeaux de bois ont une influence significative sur la teneur en humidité globale.